# Богутичи (Ельский район)
Богутичи (бел. Багуцічы) — деревня и Богутичи (станция) (на линии Калинковичи — Овруч) в Ремезовском сельсовете Ельского района Гомельской области Беларуси.

## География

### Расположение
В 8 км на юг от Ельска, в 186 км от Гомеля.

## Гидрография
На севере, западе и юге мелиоративные каналы.

## Транспортная сеть
Автодорога связывает деревню с деревней Вишеньки и дальше — с городом Ельск. Планировка состоит из 2 частей: восточной (дугообразная улица, ориентированная с юго-востока на северо-запад, к которой присоединяются с востока короткая прямолинейная и с запада короткая дугообразная улицы) и западной (до криволинейной почти меридиональной улицы присоединяются 2 короткие прямолинейные улицы). Застройка двусторонняя, деревянная, усадебного типа.

## История
По письменным источникам известна с XVI века как село в Мозырском повете Минского воеводства Великого княжества Литовского, государственная собственность. После 2-го раздела Речи Посполитой (1793 год) в составе Российской империи. В 1873 году в 2 км от деревни начала действовать железнодорожная станция на линии Калинковичи — Овруч. Согласно переписи 1897 года располагались: школа грамоты, хлебозапасный магазин. В 1908 году в Королинской волости Мозырского уезда. В 1909 году открыта школа, размещённая в наёмном доме, в 1923 году для неё построено здание.
С 20 августа 1924 года центр Богутитского сельсовета Королинского, с 5 февраля 1931 года Ельского районов Мозырского (до 26 июля 1930 года и с 21 июня 1935 года до 20 февраля 1938 года) округа, с 20 февраля 1938 года Полесской, с 8 января 1954 года Гомельской области. В 1929 году создан колхоз «Красная Заря», работали кузница и ветряная мельница. Во время Великой Отечественной войны в боях за деревню погибли 24 советских солдата и партизана (похоронены в братской могиле на кладбище). 105 жителей погибли на фронтах. В 1959 году в составе совхоза «Ельский» (центр — город Ельск). Размещались девятилетняя школа (здание снесено в 2011 году), Дом культуры, библиотека, фельдшерско-акушерский пункт, отделение связи, 2 магазина, швейная мастерская.
В состав Богутичского сельсовета входили, в настоящее время не существующие: до 1927 года деревня Бондарка, посёлок Маринковский, до 1928 года посёлок Маринки, до 1930 года посёлок Мелешковский.
До 16 декабря 2009 года центр Богутичского сельсовета.

## Население

### Численность
- 2004 год — 165 хозяйств, 319 жителей.

### Динамика
- 1795 год — 29 дворов.
- 1816 год — 151 житель.
- 1897 год — 69 дворов, 436 жителей (согласно переписи).
- 1908 год — 86 дворов, 500 жителей.
- 1921 год — 180 дворов, 895 жителей.
- 1959 год — 880 жителей (согласно переписи).
- 2004 год — 165 хозяйств, 319 жителей.